# Magnus Halvorsen
Johan Magnus Halvorsen, född 10 juni 1853 i Ålesund, död 16 februari 1922 i Trondheim, var en norsk politiker. Halvorsen var en moderat venstrepolitiker som slöt sig till Samlingspartiet och senare till Frisinnede Venstre, som han var partiledare för 1910–1912.

## Biografi
Halvorsen ägnade sig åt affärsverksamhet, grundade 1881 en agentur- och kommissionsaffär i Trondheim och var 1899–1915 föreståndare för Norges Banks avdelningskontor där. Han var stortingsman 1897–1900, 1903-1912 och 1915–1918, samt statsråd (finansminister) i Jørgen Løvlands ministär 1907–1908 och partiledare för Frisinnede Venstre 1910–1912. Halvorsen var styrelseledamot i De norske eksportnæringers landsforbund.